# Cruxicheiros
Cruxicheiros é um gênero de dinossauro do clado Tetanurae do Jurássico Médio da Inglaterra. Há uma única espécie descrita para o gênero Cruxicheiros newmanorum. Seus restos fósseis foram encontrados na formação Chipping Norton Limestone em Warwickshire e foram datados do estágio Bathoniano, com cerca de 167 milhões de anos.